# Indian (empresa aérea)
A Indian (Hindi: इंडियन) (anteriormente conhecida como Indian Airlines Hindi: इंडियन एयरलाइन्स) é, junto com a Air India, uma das duas companhias aéreas estatais da Índia. Originalmente denominada Indian Airlines, a empresa teve seu nome mudado em 7 de dezembro de 2005 para Indian, como parte de um programa de reformas visando à preparação para a realização uma IPO (oferta pública de ações).